# Magdalensko otočje
Magdalensko otočje (v italijanskem izvirniku Arcipelago della Maddalena [arčipèlago dela madalèna]), je italijanski arhipelag v Tirenskem morju ob severovzhodni obali Sardinije, severno od naselja Palau na Sardiniji. Spada v zgodovinsko regijo Gallura in je sestavljena iz približno 62 otokov. Glavni otok z istoimenskim glavnim mestom je La Maddalena. Šest drugih otokov določene velikosti je Caprera, Santo Stefano, Spargi, Budelli, Santa Maria in Razzoli, vsi ostali otoki pa so manjši od 1 km².
Upravno spada pod italijansko deželo Sardinija (pokrajina Olbia - Tempio).

## Geografija
Občina La Maddalena, ki obsega celotno otočje, ima 10.687 prebivalcev (na dan 31. december 2022) in spada v provinco Severovzhodna Sardinija v avtonomni regiji Sardinija.
Razen glavnega otoka La Maddalena, kjer je istoimensko mesto in nekaj družin na otoku Caprera, je otočje neobljudeno. Zato je ostala njegova narava skoraj neokrnjena. Narodni park Arhipelag La Maddalena, ki zavzema tako otoke kot morje med njimi, ščiti edinstveno ozemlje, kjer je bil granit podvržen močni eroziji morja in vetrov. Zanimivo je, da habitat spominja na gorsko področje kljub skromni nadmorski višini in precej južni zemljepisni širini. Nrodni park naj bi ga razširili v čezmejni park s korziškimi naravnimi rezervati. Otoki so zelo skalnati in imajo zelo lepe plaže.
Otočje sestoji iz več kot 60 otokov in otočkov; glavni so sledeči:
| Otok          | Površina km² |
| ------------- | ------------ |
| La Maddalena  | 20,7         |
| Caprera       | 15,7         |
| Spargi        | 4,2          |
| Santo Stefano | 3,4          |
| Santa Maria   | 2,3          |
| Budelli       | 1,6          |
| Razzoli       | 1,5          |

## Zgodovina

### Vse do zgodnjega novega veka
Rimljani so otoke imenovali Ilva, Fussa in Bucina. Po koncu Zahodnega rimskega cesarstva je otočje ostalo nenaseljeno, dokler se v 12. stoletju tam niso naselili benediktinci. Tako kot vsa Sardinija je bilo otočje sporno med pomorskima republikama Piso in Genovo, ki sta se skupaj borili proti Saracenom v regiji. V srednjem veku je bilo otočje znano kot Bicinara, od 16. stoletja dalje pa kot Santa Maria Magdalena, čeprav je dolgo časa prevladoval pogovorni izraz isole intermedie ali »vmesni otoki«. Potem ko so Osmani leta 1584 opustošili benediktinske samostane, so otoki spet ostali zapuščeni. V 17. stoletju so se na La Maddaleno naselili korziški pastirji s svojimi čredami, kasneje pa so jim sledili ribiči iz italijanske celine. Leta 1720 je Sardinsko kraljestvo pripadlo Savojcem, ki so prebivali v Torinu. Strateško pomembno otočje v Bonifacijskem prelivu je kmalu postalo jabolko spora med Savojci in Genovsko republiko, ki ji je do leta 1769 pripadala Korzika.

### Pomorska baza
Leta 1767 je Karel Emanuel III. Savojski je vojaško zasedel otočje in tam vzpostavil utrjeno pomorsko bazo. Prve utrdbe so bile zgrajene na glavnem otoku blizu Guardia Vecchia, sledile so trdnjava San Vittorio, obalni bateriji Balbiano in Sant'Agostino, trdnjave Sant'Andrea, Santa Teresa (Sant'Elmo) in Carlo Felice. Današnje glavno mesto, La Maddalena, v bistvu izvira iz tega utrdbenega dela. Na Santo Stefanu so najprej zgradili stražni stolp, kasneje pa še trdnjavo San Giorgio.
V vojni prve koalicije leta 1793 je francosko ladjevje z desantnimi silami, od katerih so bile nekatere pod poveljstvom poznejšega cesarja Napoléona Bonaparteja, poskušalo osvojiti otoke, kar pa je spodletelo v bitki pri La Maddaleni. Nekaj branilcev je vodil narednik Domenico Millelire. V naslednjih letih so britanske flote pod vodstvom admirala Nelsona uporabljale otočje kot sidrišče. Majhna sardinsko-piemontska mornarica pod vodstvom Giorgia Des Geneysa je prav tako ostala tam.
Po napoleonskih vojnah so utrdbe izgubile velik del svoje vojaške vrednosti zaradi razvoja topništva in tudi zaradi pomanjkanja vzdrževanja. Med letoma 1852 in 1856 je vlada v Torinu objekte temeljito pregledala in nato julija 1857 odredila njihovo razorožitev. Deli so bili kasneje uporabljeni kot taborišča.
Ko je Francija leta 1881 zasedla Tunizijo, državo, ki je štela Italijo za del svojega vplivnega območja, so se francosko-italijanski odnosi močno poslabšali. Italija se je med drugim odzvala z obnovo pomorske baze La Maddalena. O tem koraku so razmišljali že od leta 1873, a so ga izvedli šele leta 1887. Obrambni sistem otočja je bil posodobljen v desetih letih. Leta 1889 sta bili odprti baza za torpedne čolne in mornariška bolnišnica, leta 1891 so se začela dela na mornariškem arzenalu, leta 1893 pa na Palazzo dell'ammiragliato, stavbi admiralitete, v kateri je bilo poveljstvo mornarice za Sardinijo. Do leta 1900 je bila večina del na bazi, ki je skupaj s sidrišči zdaj veljala za neranljivo, končana. Mornarica je v veliki meri oblikovala mesto La Maddalena. Od konca 18. stoletja je La Maddalena mornarici zagotovila nesorazmerno veliko mornarjev, vključno z mornariškim častnikom Primom Longobardom, ki je še vedno dobro poznan na otočju.
Med obema svetovnima vojnama so bili v La Maddaleni nameščeni torpedni čolni in podmornice. Velike vojaške ladje flote za odprto morje so na splošno lahko uporabljale samo zaščitena sidrišča, ker pomoli niso zadostovali. Pred in med drugo svetovno vojno so otočje poskušali bolje zaščititi pred zračnimi napadi, vendar niso mogli preprečiti, da bi zavezniški bombniki 10. aprila 1943 v La Maddaleni povzročili resno škodo, potopili križarko Trieste in močno poškodovali križarko Gorizia.
V 1950-ih je Marina Militare obnovila bazo in morebitni 134.600 m² velik arzenal, ki je v 1970-ih zaposloval skoraj 700 delavcev. V naslednjih desetletjih sta pomen baze in arzenala vztrajno upadala, zato je bila po prelomu tisočletja popolnoma razgrajena. Za vrh G8, načrtovan v La Maddaleni leta 2009 in nato v L'Aquili, so zgradili kongresni center na mestu nekdanjega arzenala, ki je nato ostal večinoma neuporabljen. Italijanska mornarica je zastopana le s šolo za podčastnike na glavnem otoku La Maddalena.
Od avgusta 1972 do februarja 2008 je ameriška mornarica vzdrževala bazo jedrskih podmornic na Santo Stefanu. Prisotnost jedrskih podmornic na območju narodnega parka je bila vse bolj kritizirana ne le s strani lokalnega prebivalstva, še posebej potem, ko je bila ladja USS Hartford oktobra 2003 poškodovana zaradi prizemljitve. Septembra 2007 je ameriška mornarica končno umaknila podmornico USS Emory S. Land, ki je bila tam nameščena, in oporišče v celoti zapustila nekaj mesecev pozneje. Od takrat ga upravlja italijanska mornarica, ki je leta 2016 napovedala omejeno širitev in predelavo pomolov. Oporišče na Santo Stefanu vključuje tudi podzemno skladišče streliva Guardia del Moro.

## Gospodarstvo in promet
Potem ko se je vojska večinoma umaknila, se prebivalstvo otočja še vedno sooča z velikimi gospodarskimi in socialnimi težavami. Medtem ko so se gospodarske dejavnosti na bližnji celini sčasoma nekoliko razširile, so otoki ostali močno odvisni od vojske. Čeprav so se že dalj časa pojavljali pozivi k njenemu umiku, da bi lahko bolje izkoristili turistične potenciale otočja, je bila preureditev vojaških objektov (marine) manj uspešna od pričakovanj.
Do glavnega otoka La Maddalena se lahko pride z ladjo iz Palaua na Sardiniji. V visoki sezoni do 80 trajektov na dan povezuje La Maddaleno s celino Sardinije. Tam je most do sosednjega otoka Caprera.

## Razno
- Lokalno narečje, imenovano Isulanu, je južno korziško narečje z vplivi galurske (pogosto velja za različico sardinščine, vendar je strukturno bližje južni korziški) in genovskega narečja.
- Konec leta 1856 je dele Caprere pridobil italijanski narodni heroj Giuseppe Garibaldi, ki je tam sprva živel v preprosti koči, pozneje zgradil veliko hišo v slogu južnoameriških dvorcev Casa Bianca in tam umrl 2. junija 1882. Na Capreri je tudi pokopan, njegova hiša je danes muzej. Hiša in grob sta italijanski nacionalni spomenik.
- Od leta 1989 do 2021 je imel Budelli samo enega prebivalca, Maura Morandija, ki je bil star več kot 80 let.[1]
- Območna telefonska koda je +39-0789.